# 임기택

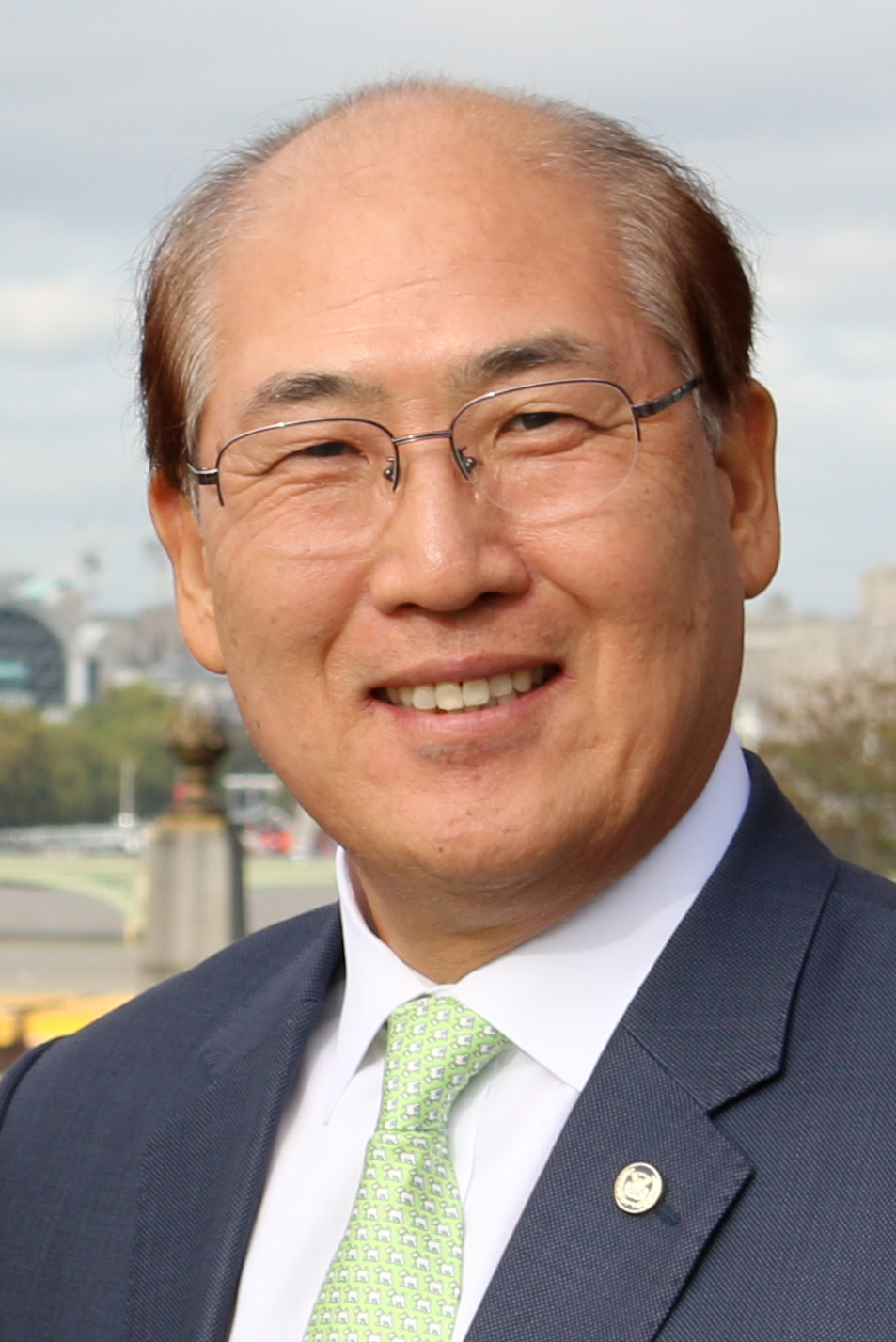

임기택(林基澤, Kitack Lim, 1956년 1월 22일 ~ )은 대한민국의 공무원으로, 현재 국제해사기구의 사무총장이다.
임기택 사무총장은 경남 마산 출신으로 마산고와 한국해양대 항해학과를 졸업했다. 졸업 뒤에는 해군장교로 함정에 근무한 뒤 1979년 3월 해군중위로 군 복무를 마쳤다. 이후 6년 간의 민간선박 승선 경력도 쌓았다.
연세대 행정대학원과 스웨덴 말뫼 세계해사대학원(World Maritime University)에서 각각 행정학 석사학위를 받았으며, 한국해양대 대학원에서는 해사법 박사과정을 수료하였다.
주영 국제해사기구 연락관을 1998년 8월부터 2001년 9월까지 수행한 데 이어 주영 한국대사관 공사참사관을 2006년 8월부터 2009년 8월까지 지내 국제해사기구 내 주요 인물은 물론 영국 내 주요 외교관계자와 깊은 인적 네트워크를 이어왔다.
특히 IMO 외교단장(2000∼2001년), 협약준수전문위원회 의장(2002∼2005년)을 지내는 등 IMO와는 밀접한 관계를 유지하였으며, 2012년 7월부터 부산항만공사 사장을 맡았다.
2016년 1월부터 국제해사기구의 사무총장직을 수행하고 있으며, 2018년 11월 연임을 확정하여 2023년까지 사무총장직을 수행 중이다.

## 학력
- 1970 ~ 1973 마산고등학교 졸업
- 1973 ~ 1977 한국해양대 항해과 졸업
- 1987 ~ 1989 연세대 행정대학원 석사
- 1989 ~ 1991 스웨덴 세계해사대학
- 1995 ~ 1998 한국해양대 대학원 국제법박사과정 수료

## 경력
- 1985.01 ~ 1986.07 인천해운항만청 해무과 사무관
- 1986.07 ~ 1989.12 해양항만청 선원선박국
- 1989.12 ~ 1991.12 세계해사대 교육훈련(석사)
- 1992.02 ~ 1994.11 해운항만청 선원산박국
- 1994.11 ~ 1995.04 국무총리실 중앙안전통제단 파견
- 1995.04 ~ 1996.10 해양수산부 해운선박국 서기관
- 1996.10 ~         해양수산부 안전정책담당관
- 1998.08 ~ 2001.09 국제해사기구(IMO) 파견관
- 2001.03 ~ 2005    국제해사기구(IMO)산하 협약준수전문위원회(FSI) 의장
- 2001.09 ~ 2002.01 안전관리관실 해사기술과장
- 2002.01 ~ 2003.02 해운물류국 해운정책과장
- 2003.03 ~ 2005.01 중앙해양안전심판원 수석조사관
- 2004.11 ~ 2005.09 아시아태평양 항만국 통제위원회 의장
- 2005.01 ~ 2006.02 해양수산부 공보관
- 2006.03 ~ 2006.08 해양수산부 안전관리관 이사관
- 2006.08 ~         해양수산부 駐 영국대사관 공사참사관
- 2009.08 ~ 2011.02 국토해양부 해사안전정책관
- 2011.03 ~         국토해양부 중앙해양안전심판원 원장
- 2012.07 ~ 2015.07 부산항만공사(BPA) 사장
- 2016.01 ~ 2023.12.31 국제해사기구(IMO) 사무총장